# Länskod
Länskod eller regionkod är en tvåsiffrig kod för län i Sverige. Koden utgör de två första siffrorna i kommunernas kod.
För en tabell över nuvarande länskoder, se Sveriges län. 